# Daniel Pudil
Daniel Pudil (Prága, 1985. szeptember 27. –) cseh válogatott labdarúgó, aki jelenleg a Watford játékosa.

## Sikerei, díjai
- Slovan Liberec
  - Cseh bajnok: 2005–06
- Slavia Praha
  - Cseh bajnok: 2007–08
- KRC Genk
  - Belga bajnok: 2008–09, 2010–11
  - Belga kupa: 2009